# Ruda (Mielec)
Pour les articles homonymes, voir Ruda.
Ruda est une localité polonaise de la gmina de Radomyśl Wielki, située dans le powiat de Mielec en voïvodie des Basses-Carpates.